# Jean-Nicolas Pache

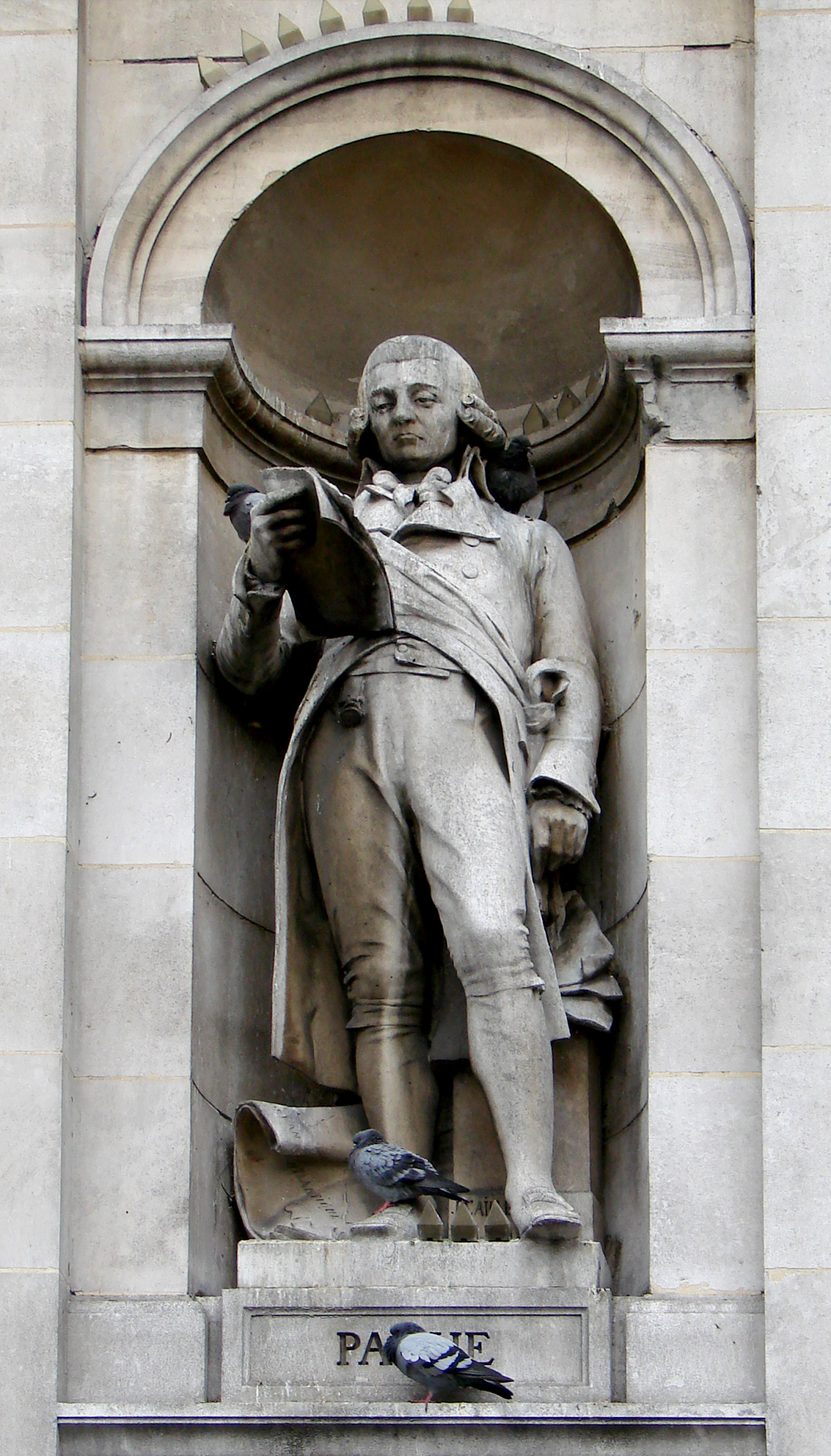
Jean-Nicolas Pache

Jean-Nicolas Pache (Verdun, 5 de maig de 1746 - Thin-le-Moutier, Ardenes, 18 de novembre de 1823) fou un polític francès, actiu durant la Revolució francesa.

## Orígens
El seu pare, Nicolas Pache, era originari d'Oron a Vaud i s'instal·là a la Lorena on es casà amb Jeanne Lallemand. Jean-Nicolas Pache nasqué a Verdun el 5 de maig de 1746. No se sap gairebé res sobre la seva infantesa llevat que el seu pare havia estat guàrdia suís al servei de la comtessa de La Marck, i després guàrdia de la casa del mariscal de Castries.
El mariscal de Castries s'interessà pel jove Pache com si fos el seu fill, el 1774 l'envià a l'Escola Reial d'Enginyers de Mézières on hi conegué Gaspard Monge, al qui li va unir una estrega i llarga amistat. El duc de Castries serà alhora preceptor d'ambdós infants, i quan esdevingué Ministre de Marina oferí al seu protegit el càrrec de Primer Secretari i proveïdor general de queviures, que va deixar el 1784.
La protecció de Charles Eugène Gabriel de La Croix de Castries preveia que hagués de casar-se amb Marie-Marguerite Valette (1746-1786), filla natural de Castries i Marie-Anne Françoise de Noailles (1719-1793) Van tenir una filla, Marie-Sylvie, nascuda el 1777, i un fill, Jean, nascut en 1779 (que va prendre el nom de Marin-Pache). Però la seva esposa va morir en 1786 i fou la seva mare, Jeanne Lallemand, qui s'ocupà de l'educació dels seus fills.
Probablement gràcies a la família Curchod, Pache es relacionà amb els representants de la banca suïssa a París i amb el més célebre d'ells, Jacques Necker, qui li va proporcionar la feina de controlador de la Casa del Rei. El 1784 abandonà els seus càrrecs i marxà a Suïssa (potser a Ginebra), on dos anys més tard va perdre la seva esposa.
Tornà a París poc abans de la revolució de 1789, posant-se sota la direcció de Gaspard Monge Deixà els seus fills al càrrec de la seva mara en una propietat del mariscal de Castries, reconegut per la seva hostilitat a la revolució francesa. Una multitud va invadir la propietat als inicis de la revolució i la va sotmetre al pillatge. Tanmateix, Pache era influït per les idees de Jean-Jacques Rousseau, que d'antuvi no semblava predisposat als excessos revolucionaris.
L'agost de 1791, tot i que no ocupava encara cap càrrec oficial, adquirí una antiga abadia amb terres de llavor a Thin-le-Moutier. Havia pertangut al Seminari de Reims, havia estat declarada bé nacional i venuda en subhasta, però el seu primer pripietaeri no havia pogut fer els pagaments. En l'escriptura de venda, Pache es declara com simple ciutadà de París i antic primer secretari de la Marina.

## Els inicis en política
Membre de la secció del Luxemburg (residia a l'alt del carrer de Tournon a una residència de la família de Noailles), hi creà pel gener de 1792 la Societat Patriòtica del Luxemburg on va rebre els seus amics els científics Gaspard Monge, Meusnier de la Place i Vandermonde, així com Hassenfratz. Els estatuts de la societat precisen que el seu objectiu és donar a conèixer a la gent els deures i les obligacions de cada ciutadà en el funcionament de la Constitució.
Jean-Marie Roland el nomenà cap de gabinet en el primer ministeri girondí compost per Dumouriez i acceptat per Lluís XVI. Encara que eren d'opinió ben radical, va atreure l'atenció tant de Roland com de la seva esposa per la seva calma, capacitat de treball i simplicitat. A les seves Mémoires, Madame Roland el descriu arribant tots els dies a les set del matí amb un tros de pa a la butxaca. Després, a demanda de Joseph Servan, fou assistent en el seu ministeri, aclaparat de feina. En juny de 1792 va participar de la desgràcia dels ministres girondins, dels qui se n'havia distanciat, i retornà a la seva secció. Posteriorment va rebutjar nombrosos càrrecs com el d'intendent de guardamobles.

## Ministre de guerra
Pel setembre de 1792 li van oferir el ministeri de Marina, però el rebutjà i proposà al seu amic Gaspard Monge. A petició de Monge acceptà una missió a Toló. El 3 d'octubre de 1792, quan eren treballant plegats a Toló, fou nomenat ministre de guerra per recomanació de Jean-Marie Roland.
Com a ministre va decretar el reclutament d'homes que es consagraren amb passió als esdeveniments revolucionaris, menter que procurava fer una renovació similar dels quadres militars. El més cèlebre dels nous entrants al ministeri fou Jacques-René Hébert, director del diari Père Duchesne i que fou testimoni (gener de 1793) del casament de la filla de Pache, Sylvie amb François-Xavier Audouin, revolucionari nomenat per ell mateix alt funcionari del ministeri de guerra.
Com a ministre també reformà l'administració de queviures, dels hospitals, de l'abillament i de l'armament, cosa que fou criticada pels seus adversaris polítics i pel general Dumouriez, aleshores cap de l'exèrcit de la República. Dumoriez, qui també havia estat ministre de guerra (del 13 al 18 de juny de 1792), havia criticat l'organització anterior del ministeri.
Pache intentà també contenir en el seu rol militar al general Dumoriez, qui tenia grans ambicions polítiques i certa aureola després del seu paper a les batalles de Valmy i Jemmapes. El general intrigava amb nombrosos polítics parisencs i alhora mantenia contactes secrets amb les potències estrangeres aleshores oposades a la República Francesa. Més encara que Marie-Joseph Paul Yves Roch Gilbert du Motier i abans que Napoleó Bonaparte, intentà inventar una figura nova en la política francesa, la de general, darrer recurs del polítics, en la frontera entre la cosa militar i la cosa política, i criticant el seu ministre.
Malgrat tot això aconseguí mantenir-se en el càrrec quatre mesos en els que va lluitar per mantenir les prerrogatives dels polítics vis-a-vis amb els de la jerarquia militar. Per a un dels seus adversaris, el convencional Louis Sébastien Mercier, el seu paper fou el més nefast per als interessos del país que tots els exèrcits de la coalició, tot i que durant el seu mandat les tropes franceses venceren a Valmy i Jemmapes, ocuparen Bèlgica i el marge esquerre del Rin, traspassant els límits naturals del territori dominat per l'antiga monarquia. Alhora va renovar els quadres del ministeri per tal de garantir el poder polític, cosa que beneficiaria als seus successors, però aquests revolucionaris que va introduir se comportaren sovint com a apparatchiks.
Finalment, a finals de gener de 1793 els girondins, que havien patit la dimissió de Jean-Marie Roland com a ministre de l'interior, van fer plegar Pache del ministeri de Guerra i el substituïren per un amic de Dumouriez, Beunonville (4 de febrer de 1793). Però el nou ministre, per una ironia de la història, fou lliurat a l'enemic l'abril de 1793 pel mateix general Dumouriez, qui veia com eren descoberts els seus projectes de traïció.

## L'alcaldia de París
L'11 de febrer de 1793 fou elegit i proclamat 14è alcalde de París amb 11.881 vots sobre 15.191 votants. A la comuna de París hi retrobà Hébert elegit substitut del procurador.
Ben aviat elegit, hagué d'enfrontar-se a una crisi de subsistències i a l'augment del preu dels aliments. Aquesta qüestió restarà punyent durant tot el seu mandat. A penes nomenat, un grop de dones li demanà que les autoritzés a demanar a l'assemblea sobre el preu dels aliments i un càstig als acaparadors. Les va respondre que no calia el seu permís per a exercir llur dret de petició, però les encoratjà a fer-ho en un ambient tranquil. Però el moviment s'amplificà. L'endemá 25 de febrer començaren els pillatges a la rue des Lombards i es propagaren mentre el comandant de la guàrdia nacional, Santerre, es trobava a Versalles. Pache va fer una proclama apel·lant a la calma i es va trobar amb un dels grups pertorbadors a la rue de la Vieille Monnaie sense resultat. Ell mateix va fer arrestar un gendarme que va sorprendre fent pillatge. La calma va tornar després d'uns dies.

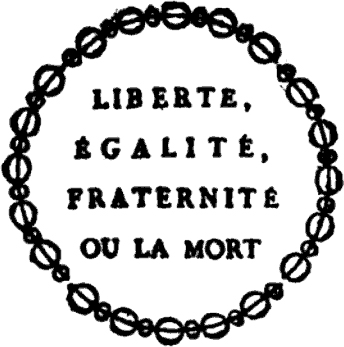
Divisa republicana posada per J.N.Pache als murs dels edificis públics parisencs

Constantment Pache exhortà a desconfiar dels agitadors i pressionà a la Convenció a limitar la llibertat econòmica dels negociants. També els va explicar de forma senzilla i lacònica, en publicació, què no controlar els lliuraments de béns era contrària al bon subministrament de París.
Més simbòlicament, va fer inscriure als frontons dels establiments públics de la capital la divisa proposada per Antoine-François Momoro: Llibertat, igualtat, fraternitat.
Hagué d'enfrontar-se regularment a manifestacions i moviments de les seccions parisenques. El 10 de març de 1793 va reposar als representants d'un moviment insurreccional que volia capturar físicament als 22 diputats girondins de la Convenció. Aquell dia, la comuna no gosà afavorir un moviment els esperits del qual estaven més preparats i s'indignà força.
L'abril i maig de 1793 la tensió entre girondins i montagnars continuava. El 15 d'abril 35 de les 45 seccions de la Comuna adoptaren una petició demanant l'expulsió dels 22 diputats girondins de la Convenció. Pache la signà després d'algunes vacil·lacions i encapçalà la delegació que la portà a la Convenció.
El 18 de maig la Convenció, on nombrosos montagnards estaven absents, va respondre designant una comissió de 12 diputats encarregats d'examinar les actes de la Comuna del mes anterior, mesura que excità més els ànims. El 20 les seccions parisenques pressionaren Pache perquè encapçalés el moviment que volia eliminar immediatament els 22 girondins de la Convenció. Pache substituí els que se li exigí dins el límit de la llei i les seves funcions, i limità les deliberacions municipals a la constitució d'una llista de sospitosos. També es mostrà contrari als actes de violència. També es mantingué fidel a la seva línia gui: assegurar l'èxit de la Revolució evitant els enfrontaments violents i estalviar a la capital les convulsions d'una guerra civil com les que havia conegut sota els seus predecessors amb les massacres de Setembre de 1792, o com les que es coneixeran sota la reacció termidoriana.
El 24 de maig de 1793 la comissió dels 12 diputats va fer arrestar Hébert. A partir del 31 de maig una esmena dels sans-culottes dels barris populars i una majoria de les seccions municipals, encapçalades pel poc conegut Claude-Emmanuel Dobsen, encerclà l'Assemblea Nacional. Tenien de la seva part la guàrdia nacional comandada per François Hanriot. Hébert fou alliberat, i juntament amb Pache, es dedicaren a calmar els ànims. La Convenció suprimí la comissió dels 12, però no n'era suficient. I el 2 de juny, novament encerclada, la Convenció cedí i va fer arrestar els seus 29 diputats girondins. En les setmanes i mesis següents més d'uns centenars de diputats, ministres i personalitats girondines foren arrestades.
El 19 d'agost de 1793 Pache va fer una nova proclama dirigida novament als agitadors que utilitzaven la qüestió de les subsistències on hi afirmava que els agitadors prenien actituds contrarevolucionàries.
El 24 d'octubre de 1793 Pache fou el primer testimoni cridat a declarar en el judici del Tribunal Revolucionari contra els girondins. Es mostrà prudent i evasiu i no es mostrà cap prova dels acusats que provés un complot premeditat de la seva part i es va acontentar a citar el refús de cabals financers i les amenaces d'arrestar funcionaris municipals.
A partir de desembre de 1793 aparegué una oposició forta entre els amics polítics de Robespierre d'una part, i els hébertistes d'una altra. Circulaven per París rumors d'un projecte de Vincent, Ronsin, Chaumette, Momoro o Hébert que comportava l'establiment d'un gran jutge. Si cap dels principals membres d'aquesta facció esperava poder-se arrogar aquesta suprema magistratura, la funció hauria estat inicialment dedicada a Pache, sense que hi hagi cap prova que se li hagués consultat aquesta perspectiva que exposà perillosament. El 4 de març de 1794, en una sessió del Club des Cordeliers, els hébertistes anunciaren una futura insurrecció. Robespierre, Saint-Just i el Comitè de Salvació Pública hagué de reaccionar. Després d'assegurar-se la neutralitat del club des Cordeliers, Saint-Just presentà un informe a la Convenció. I mateix vespre del 13 al 14 de març de 1794, Hébert i els seus amics foren arrestats. Ràpidament condemnats, foren executats el 22 del mateix mes.

## L'ombra de la guillotina

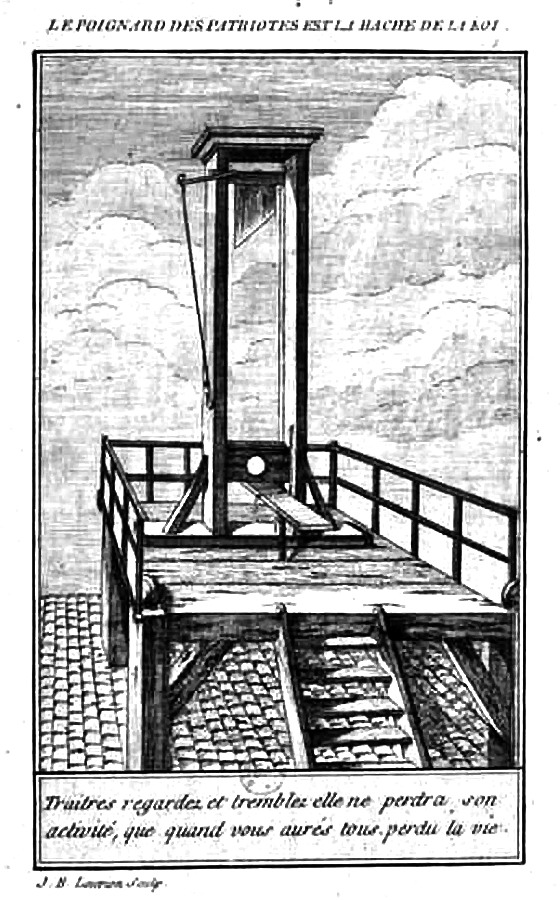
Dibuix de la guillotina

Bé que el seu nom havia estat associat als projectes dels hébertistes, Pache no fou arrestat amb ells. Des del 19 de març de 1794 fo ucitat davant la Convenció on va afirmar el seu respecte a les institucions i a manifestar la puresa de les seves intencions. Més tard, Lecointre de Versailles, portaveu dels seus col·legues a la Convenció, acusà al Comitè de Seguretat General d'haver « en l'afer d'Hébert, Vincent i altres, aturar l'efecte d'un mandat d'arrest contra Pache ». També l'acusà d'haver « no haver impedit solament que Fouquier executés el mandat sinó de no permetre que es parlés de Pache, amb el resultat que s'ha prohibit la paraula als testimonis que han volgut parlar de Pache i als acusats que se'ls ha preguntat que els semblava.»
Paradoxalment fou un incident esdevingut al domicili del seu amic Gaspard Monge, arran d'aquests esdeveniments, el que provocà la fi de la seva carrera política. Gaspard Monge rebia polítics regularment al seu saló a la rue des Petits-Augustins. Cap al vespre del 9 de maig la filla de Pache, Mme Audoin, present aquella nit, discutí amb Lazare Carnot, Prieur de la Côte d'Or i altres membres del Comitè de Salvació Pública sobre el procés dels hébertistes encara molt recent. Denunciats per Lazare Carnot, tots els membres de la seva família foren arrestats (Pache, la seva filla Sylvie, el seu gendre Audouin, el seu fill, la seva mare i un grup d'amics). Fou destituït com a alcalde de París i substituït per Fleuriot-Lescot.
Els membres de la família foren disseminats en diferents presons i protegits discretament pels seus amics, que eren nombrosos. El van mantenir així fins a la caiguda de Robespierre i tots es val salvar. Foren alliberats el 14 de termidor de l'any II i els segells de la casa de Pache foren retirats l'endemà. La seva filla Sylvie fou alliberada el 20 de termidor.
Tot i això encara fou citat en una acusació el 19 de prairal de l'any III al Tribunal criminal del departament d'Eure i Loir encarregat de jutjar els acusats de la insurrecció de l'1 de prairal de l'any III i als antics montagnards sospitosos d'haver creat aquest moviment popular contra la Convenció. Empresonat a Chartres, es va beneficiar de la llei d'amnistia del 4 de brumari de l'any IV (2 d'octubre de 1795) i fou alliberat novament. Va restar vuit dies a París i deixà la ciutat enmig del terror blanc.

## Retir a Thin-le-Moutier

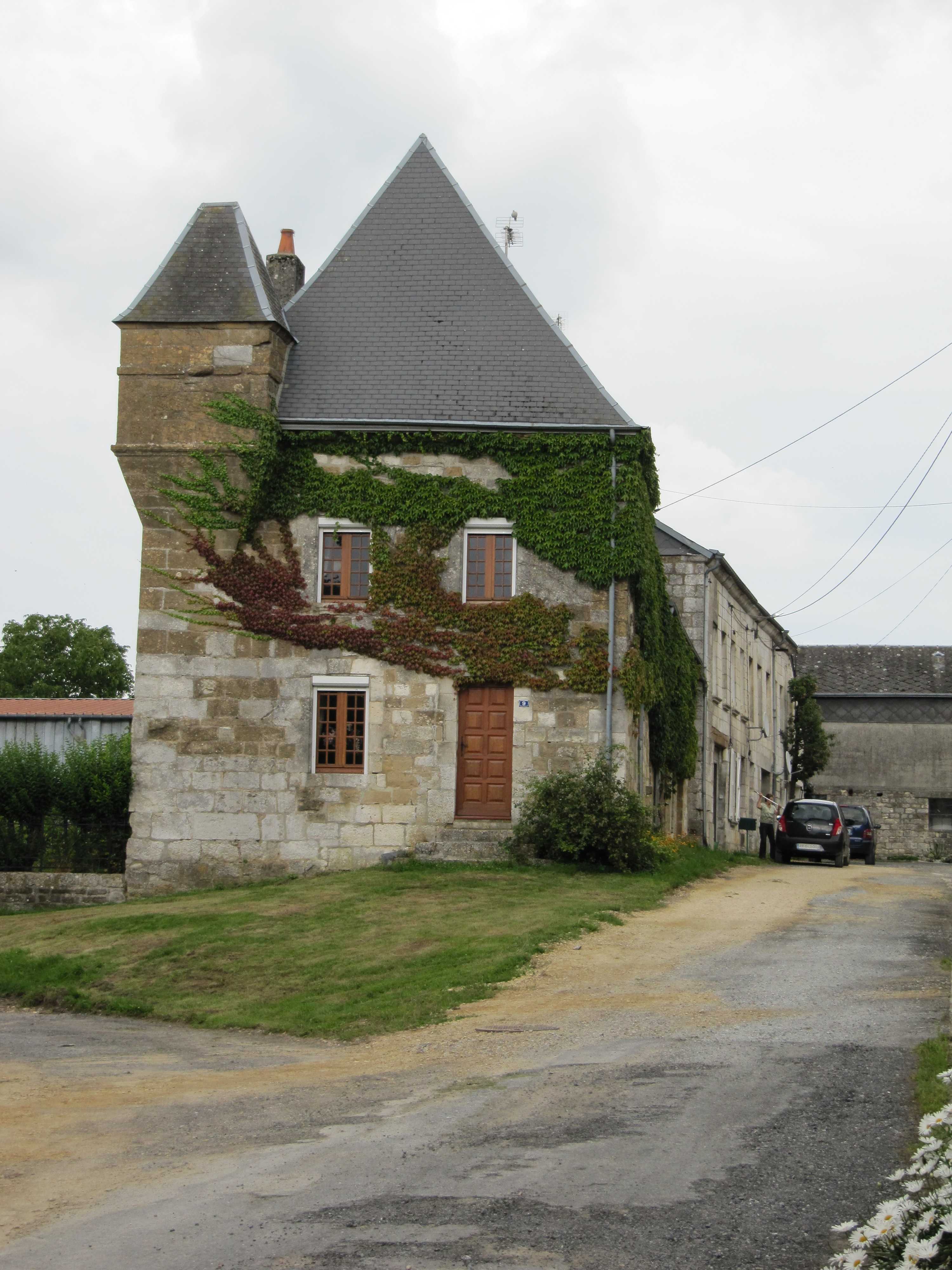
Casa de Jean-Nicolas Pache a Thin-le-Moutier (fotografia de 2011)

Degut a la situació a París decidí amagar-se a la seva propietat de Thin-le-Moutier. Deixà la capital que havia administrat durant una mica més d'un any i es dedicà a explotar les terres i la granja de la seva propietat, vivint de manera modesta. Durant uns mesos evità mostrar-se i manifestar-se, però va patir assetjaments i citacions jurídiques per a comparèixer en relació al cop d'Estat de 18 de fructidor de l'any V (4 de setembre de 1797), qui priva als seus adversaris més acarnissats de mitjans per fer-li mal.
Amb l'acord de l'administració departamental va ser membre durant un temps de la Société d'agriculture, arts et commerce du département des Ardennes. Però després del cop d'Estat del 18 de brumari, es va retirar totalment de l'escena pública, en part per prudència però també per decepció.
El 1803 el Primer Cònsol Napoleó Bonaparte el visità a casa seva acompanyat de Gaspard Monge. Va arribar una nit a la seva casa de Thin-le-Moutier portant una carta de Bonaparte amb algunes propostes. Pache acompanyà el seu visitant l'endemà i just a la sortida de la vall s'abraçaren per darrer cop.
L'antic convencional i ministre de guerra Dubois-Crancé, instal·lat a una altra petita comuna de les Ardenes, també va anar a veure'l a Thin-le-Moutier. Els seus fills i nets el visitaven regularment, tot i que la seva filla Sylvie i el seu gendre Audions havien esdevingut reialistes des de 1815. Va morir d'una pleuritis el 1823.